# 西浜 (青森県)
西浜（にしはま）は、青森県津軽半島西部の日本海沿岸を指す地名である。別称 津軽西浜。

## 沿革
かつて陸奥国津軽地方の平賀郡、鼻和郡、田舎郡の津軽三郡は12世紀には史料上には見えるが、この三郡以外の西海岸地区と陸奥湾沿岸地域には郡は設置されず、西浜と外浜と広域称で呼ばれた。
天文年間(1532～55年)の津軽郡中名字では、馬(うまの)郡・江流末(えるま)郡・鼻和郡西部にあたる。（津軽一統志）